# 阿蒂安维尔
阿蒂安维尔（法語：Athienville，法語發音：[atjɛ̃vil]）是法国默尔特-摩泽尔省的一个市镇，位于该省南部，属于吕内维尔区。

## 地理
阿蒂安维尔（48°42'57"N, 6°29'26"E）面积12.96 平方千米，位于法国大東部大區默尔特-摩泽尔省，该省份为法国东北部内陆省份，是洛林的一部分，北邻比利时、卢森堡，北起顺时针与摩泽尔省、下莱茵省、孚日省和默兹省接壤。
与阿蒂安维尔接壤的市镇（或旧市镇、城区）包括：阿拉库尔、巴泰莱蒙莱博泽蒙、大伯藏日、奥埃维尔、塞尔、瓦莱。

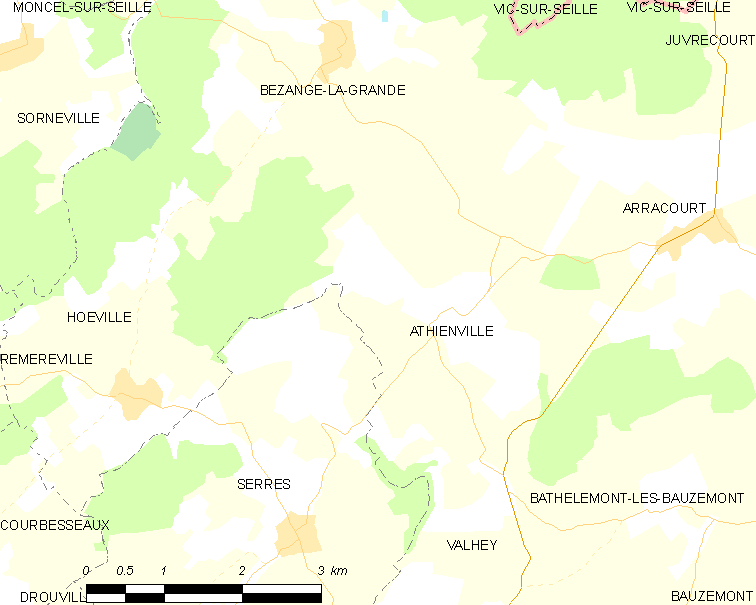
阿蒂安维尔的OSM定位图

阿蒂安维尔的时区为UTC+01:00、UTC+02:00（夏令时）。

## 行政
阿蒂安维尔的邮政编码为54370，INSEE市镇编码为54026。

## 政治
阿蒂安维尔所属的省级选区为巴卡拉县。

## 人口

1962-2008年间阿蒂安维尔人口变化图示

阿蒂安维尔于2022年1月1日时的人口数量为167人。